# Hungerkrise am Horn von Afrika 2006

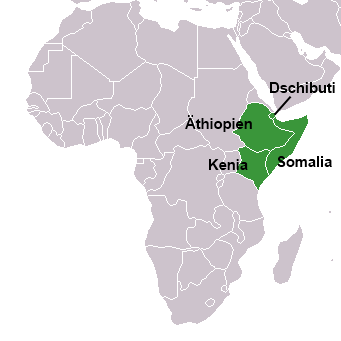
Betroffene Länder

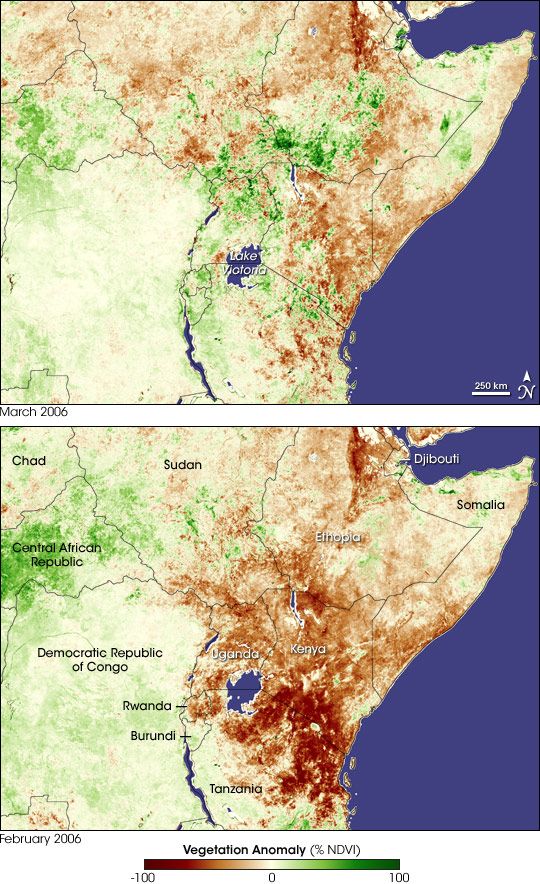
Vegetationsanomalien im Februar (unten) und März 2006 (oben)

Die Hungerkrise am Horn von Afrika 2006 bedrohte gemäß Schätzung der FAO im Januar 2006 etwa 11 Millionen Menschen – vor allem Viehzüchter – in Nordostkenia, Südsomalia, dem Süden und Osten Äthiopiens und Dschibuti. Sie war die Folge von Dürre sowie von Konflikten (insbesondere dem somalischen Bürgerkrieg) in der Region. Im späteren Verlauf des Jahres 2006 kam es in Teilen derselben Gebiete zu Überschwemmungen, welche die Lage verschärften.
Im Juli 2007 stuft das Famine Early Warning Systems Network die Lage in Äthiopien und Somalia als gravierend ein, diejenige in Dschibuti als kritisch und in Kenia als stabil.
Die Bezeichnung „Hungersnot“ für die Krise am Horn von Afrika ist – wie im Falle der Hungerkrise im Niger 2005 – umstritten, da es sich weniger um eine akute Hungersnot als um chronische Unterernährung und eine durch Dürre, Klimawandel, lokale Umweltschädigung und Konflikte bedingte Langzeitkrise handele.

## Ursachen und Vorgeschichte
Letztmals war es am Horn von Afrika 1999–2000 zu Dürre und Nahrungsmittelknappheit gekommen. Damals waren etwa 1,5 Mio. Menschen betroffen gewesen, 98.000 Menschen – mehrheitlich Kinder unter fünf Jahren – waren umgekommen. Die Dürre von 2006 wurde von der FAO als die seither schwerste in der Region eingestuft.

## Situation nach Ländern

### Kenia
Gesamthaft war die Ernährungssituation in Kenia Ende 2005 nach einer insgesamt überdurchschnittlichen Ernte gut. Vor allem in den Viehzuchtgebieten im Norden und Osten sowie in einigen Ackerbaugebieten im Südosten des Landes fielen aber die Niederschläge der kurzen Regenzeit im November und Dezember 2005 gering aus und erreichten gerade 30 % des Durchschnitts; dies, nachdem bereits die lange Regenzeit desselben Jahres wenig Regen gebracht hatte. Die Trockenheit führte zu Viehverlusten und Ernteausfällen. Im Dezember 2005 wurden in den am stärksten betroffenen Distrikten Mandera, Wajir (Nordostregion) und Marsabit (Ostregion) Unterernährungsraten von 18 bis 30 % festgestellt. Bis zum 6. Januar 2006 waren etwa 30 Todesfälle infolge von Unterernährung gemeldet worden, 2,5 Mio. Menschen oder 10 % der Bevölkerung wurden als für die nächsten sechs Monate auf Nahrungsmittelhilfe angewiesen eingestuft. Präsident Mwai Kibaki rief den nationalen Notstand aus und bat die internationale Gemeinschaft um 150 Mio. US-Dollar für Nahrungshilfe
Bis Juli 2006 hatte die lange Regenzeit eingesetzt und ergiebige Regenfälle gebracht. Die Ernährungslage insbesondere in den Distrikten Moyale, Samburu, Turkana, Mandera und Marsabit blieb jedoch kritisch, zudem kam es zu einem Ausbruch von Diarrhöe in Mandera, Marsabit, Garissa, Wajir, Isiolo und Samburu und von Masern in Wajir und Mandera. Im Januar 2007 waren dieselben Gebiete von Überschwemmungen betroffen.
Insbesondere in Bezug auf Kenia wurde auch die internationale Nahrungsmittelhilfe kritisiert. So sei der Hunger nicht zuletzt eine Folge von Korruption der Regierung, die durch die Hilfe von außen noch darin bestärkt werde, nicht selbst für die Hilfe an die Betroffenen aufzukommen. Zudem habe Nahrungsmittelhilfe in Nordostkenia zur Aufrechterhaltung zu hoher Viehbestände und damit zu Überweidung beigetragen. Anstelle kurzfristiger Hilfe solle besser langfristige Ernährungssicherung und Prävention etwa durch Aufforstung als Erosionsschutz gefördert werden.

### Somalia
In Somalia wurde die Zahl der Betroffenen auf zwei Millionen geschätzt. Die „schwerste Dürre des Jahrzehnts“ hatte zu Ernteausfällen in den Ackerbaugebieten im Süden des Landes geführt, Schätzungen zufolge verlor das Land 70 % seines Viehbestandes. Der seit 1991 andauernde somalische Bürgerkrieg trug zur Verschärfung der Lage bei und erschwerte Nahrungsmittelhilfe.
Mitte 2007 war die Lage in Südsomalia weiterhin kritisch, nachdem durch Kämpfe in der Landeshauptstadt Mogadischu Hunderttausende vertrieben worden waren und die Regenfälle der großen Regenzeit Gu (April–Juni) unterdurchschnittlich ausgefallen waren.

### Äthiopien
Vorwiegend in der Somali-Region waren laut FAO eine Million Menschen auf Nahrungsmittelhilfe angewiesen.

### Dschibuti
Gemäß FAO-Schätzung waren 400.000 Menschen oder ein Drittel der Bevölkerung auf Nahrungsmittelhilfe angewiesen.